# 히다카가와정
히다카가와정(일본어: 日高川町)은 일본 와카야마현 중부에 있는 히다카군의 정이다.
2005년 5월에 옛 가와베정, 나카쓰촌, 미야마촌이 합병해 탄생했다. 히다카가와정의 이름은 이들 정촌을 공통으로 흐르는 히다카강에서 유래한다. 옛 가와베정 지역에서는 귤을 비롯한 농업이 왕성하다. 옛 나카쓰촌, 미야마촌은 임업이 중심으로, 숯의 생산량은 일본 제일이다.

## 인접하는 자치체
- 고보시, 다나베시
- 히다카군 히다카정, 이나미정
- 아리다군 히로가와정, 아리다가와정

## 역사
- 1889년 4월 1일 - 정촌제 시행으로 히다카군에 6개 촌이 탄생했다.
- 1955년 1월 1일 - 3개 촌이 합병해 가와나베정이 되었다.
- 1956년 3월 31일 - 가와카미촌, 산가와촌이 합병해 미야마촌이 되었다.
- 1956년 8월 1일 - 후나쓰키촌, 가와나카촌이 합병해 나카쓰촌이 되었다.
- 2005년 5월 1일 - 가와나베정, 나카쓰촌, 미야마촌이 합병해 히다카가와정이 되었다.

## 교통

### 철도
- 서일본 여객철도 기세이 본선(기노쿠니선)
  - (히다카군 이나미정) - 와사역 - (고보시 →)

### 도로
- 한와 자동차도
- 유아사-고보 도로(일본어판)
- 국도 제424호선 (일본)(일본어판)